# Cantón Pimampiro

Vista del cantón del río Caldera a su paso por el cantón Pimampiro.

Pimampiro es un cantón de la Provincia de Imbabura en Ecuador. Su nombre oficial es San Pedro de Pimampiro y su cabecera cantonal es la parroquia urbana de Pimampiro.

## Historia
La tradición histórica más frecuentemente utilizada dice que los pobladores primitivos de Pimampiro provienen de los caribes y los arawacos, que originaron el surgimiento de dos pueblos: los Chapí y los Pimampiros. Pimampiro se compone de cinco voces: PI – MA – AM – PI – RAR cuya traducción es ‘vida’, ‘grande agua’, ‘mucho’, ‘borde’, lo que significaría ‘poblado que está asentado a las orillas de un río grande’. Algunos historiadores que han escrito la historia de Pimampiro indican que estuvo localizado a las orillas del río Pisque. A partir de la fundación de la ciudad de Ibarra, Pimampiro es considerada como parroquia civil. Al fundarse el cabildo, se nombra también a los alcaldes que ejercen autoridad civil en las parroquias. El 25 de junio de 1824 Pimampiro fue creada como parroquia civil mediante decreto establecido por la Gran Colombia.

## División política
Durante la presidencia de Jaime Roldós Aguilera, Pimampiro se constituyó como cantón. Esto fue mediante un decreto legislativo publicado en el Registro Oficial N.º 02 del 21 de mayo de 1981, estableciendo las siguientes parroquias y su extensión:
| Parroquia                   | Extensión km² |
| --------------------------- | ------------- |
| Chugá                       | 47.97         |
| Mariano Acosta              | 133.76        |
| Pimampiro - Matriz          | 88.44         |
| San Francisco de Sigsipamba | 172.33        |
| Total                       | 442.50        |

## Número de habitantes
De acuerdo con el censo de población realizado en el año 2022, cuenta con 13.366 habitantes distribuidos de la siguiente manera:
| Género    | N.º habitantes |
| --------- | -------------- |
| Masculino | 6542           |
| Femenino  | 6844           |
| Total     | 13.366         |

## Sitios turísticos
Este cantón es conocido como «Tierra del Sol», «La Tierra Del Tomate» y cuenta con los siguientes puntos turísticos relevantes:

### Lagunas
- Laguna de Puruhanta: Esta laguna se encuentra entre las parroquias de Mariano Acosta y San Francisco de Sigsipamba. Desde el poblado de Mariano Acosta hasta llegar al sitio tiene una distancia de 18,6 km. y desde el poblado de Pimampiro para llegar al lugar del atractivo tiene 37,3 km.
- Laguna Negra: Esta laguna de origen glaciar pertenece a la parroquia de Chugá; el entorno geográfico a la laguna permite desarrollar un turismo de aventura. La mencionada laguna es visitada con relativa frecuencia por los habitantes del sector, la ruta no es muy larga pero puede presentar dificultades a su acceso.

### Ríos
- Río Mataquí: Es un río ubicado a 4,60 km de la cabecera cantonal. Es un río rodeado de un buen paisaje, con aguas cristalinas y con una temperatura agradable. Es apto para practicar deportes como el rafting y la pesca deportiva. Su temperatura promedio es de 12 °C.
- Río Pisque: Este río nace de la laguna Puruhanta (Conocida por los habitantes del lugar como "Proanta» o «puruhanta»). Está ubicado a 18,1 km de la cabecera cantonal con dirección a San Francisco de Sigsipamba. Esta fuente hidrográfica da origen al Río Mataquí. Su temperatura promedio es de 10 °C.
- Río Verde: Se origina en los páramos del cantón. Su temperatura promedio es de 6 °C. Este recurso hidrográfico está rodeado de montañas con vegetación abundante. En las laderas existen sembríos de fréjoles y frutales como tomate de árbol. Los bellos paisajes son regados por este río son ´su principal atracción.
- Río Blanco: Desde el poblado de Pimampiro hasta llegar al sitio tiene una distancia de 10,52 km. Este río tiene una temperatura promedio de 10 °C. El río está rodeado por altas montañas rocosas de pendientes fuertes, lo cual permite que en sus aguas exista fauna acuática. Los pobladores del lugar practican pesca de tipo deportiva en este río.

### Bosques
- Bosque Medicinal “Jambi Sacha”
- Bosque de los Alisos
- Bosque de Matache

### Otros atractivos
- Terrazas del Cebadal
- Bosque Medicinal “Jambi Sacha” – Nueva América
- Cascada de Agua Clara de Tornillos
- Vado de Molinoyacu
- Vertiente de Agua Ferruginosa
- Canopi
- Ruta del Vértigo
- Truchas de San Miguel
- Santuario de la virgen de Shanshipamba
- Quinta Los Itás
- Las cascadas del tío Juan
- Mirador del Oso Andino

## Símbolos

### Escudo
El escudo oficial fue adoptado el mismo día de su fundación, fue diseñado por José Rafael Cotacachi según la ordenanza de creación.
Se describe como: «Un blasón" cuyos bordes son dorados en una anchura conveniente, con su parte inferior casi ovalada, que termina en punta de una llave sinóptica; en la parte superior termina en dos vértices laterales y uno en el medio superior. El interior del blasón está dividido en dos mitades, teniendo en la superior unas montañas que significan la cordillera de Pimampiro, con un sol apareciendo entre ellas, indicando que el cantón está al nororiente de Imbabura. De una de las montañas se desprende un río que representa al Chota, que es uno de los que sirven de límite con la hermana provincia del Carchi. Sobre las montañas y por encima del sol, está un cielo con 4 estrellas que representan a las parroquias que han nacido de su seno y que pertenecen a su jurisdicción: Pimampiro, Mariano Acosta, San Francisco de Sigsipamba y Chugá. La otra mitad inferior está dividida en dos cuartillas de color azul claro y amarillo: En la cuartilla izquierda de color azul claro de la izquierda está una cornucopia como signo de abundancia, mostrando los principales productos agrícolas: tomates, frutillas, anís, trigo y caña de azúcar. En la cuartilla derecha de color amarillo está un piñón con engranajes que representa a la industria que existe y que se implantará; tras del piñón esta el zapapico que representa la agricultura como principal ocupación de los pimampireños. Sobre el blasón y el ángulo medio está el número 1981 que indica el año de la erección a Cantón y culminando la parte superior están los colores de la bandera con la palabra Pimampiro, abrazando lateralmente con sus extremidades hasta la altura de las ramas de laurel y de olivo que en su base se entrelazan con una grande cinta roja; significando el laurel, que está al lado izquierda, el triunfo que va adquiriendo Pimampiro y el olivo de su derecha, la paz que permanece entre la familia pimampireña.

Bandera Oficial del cantón

### Bandera
Tiene forma rectangular y se divide en tres partes iguales en forma diagonal, la cual es conformada por los colores: azul claro, amarillo y verde en forma decentemente respectivamente. El azul ocupa el ángulo superior derecho, tomando las dos terceras partes del largo y las tres cuartas partes del ancho de la bandera. Igual trazo tendrá el triángulo de color verde, que ocupa el ángulo inferior izquierdo, quedando la franja media en sentido diagonal para el color amarillo oro.
- El color azul representa el cielo que cobija este territorio, sinónimo de majestuosidad y grandeza.
- El color amarillo representa la riqueza del cantón Pimampiro y sus productos, los campos que solían cubrir los trigales.
- El color verde en la parte inferior de la bandera representa los extensos campos fructíferos y productivos.

### Himno
El himno oficial del cantón fue musicalizado por Gilberto Proaño y su letra fue la autoría de Hugo Larrea Andrade:
| Himno al Cantón Pimampiro |
| CORO ¡Salve, oh tierra, que el sol condecora, de riqueza sin par y hermosura. En su límpida historia atesora, la grandeza ancestral de Imbabura. I Noble tierra que guarda en su entraña, palpitante su buen corazón, Es grandiosa su gesta y su hazaña que abrillanta su gran tradición. II Pimampiro es promesa de Oriente, de muy onda raíz vegetal. Su paisaje divino, esplendente, es canción de luz y de cristal. III En su cielo azul transparencia, y su suelo es verdor y bonanza. De sus bosques se extrae la esencia, de esta tierra de inmensa esperanza. IV Salve oh tierra de idílicos dones, que el genio Bolívar consagrara. Son egregios portar tus blasones, que la paz y el amor adornara. |
| --- |